# Camilla Espana
Camilla Espana (ur. 1 marca 1988 w Fiesole) – włoska wioślarka.

## Osiągnięcia
- Mistrzostwa Świata Juniorów – Banyoles 2004 – ósemka – 8. miejsce[1].
- Mistrzostwa Świata Juniorów – Brandenburg 2005 – czwórka bez sternika – 1. miejsce[1].
- Mistrzostwa Świata Juniorów – Amsterdam 2006 – czwórka bez sternika – 2. miejsce[1].
- Mistrzostwa Europy – Ateny 2008 – ósemka – 4. miejsce[1].
- Mistrzostwa Świata U-23 – Račice 2009 – czwórka bez sternika – 2. miejsce[1].